# Surinaamse parlementsverkiezingen 2025/Kandidatenlijst/APP
Dit is de lijst van kandidaten voor de Surinaamse parlementsverkiezingen in 2025 van de Arena Politieke Partij. De lijsttrekker is Firosh Abdoelaziz. De verkiezingen vinden plaats op 25 mei 2025.
De onderstaande deelnemers kandideren op grond van landelijke evenredigheid voor een zetel in De Nationale Assemblée. Los van deze lijst vinden tegelijkertijd de verkiezingen plaats voor de districtsraden en de ressortraden.
Twee kandidaten werden op de lijst van APP geschrapt omdat ze ook op een lijst van een andere partij stonden.

## Kandidatenlijst
Hieronder volgt de kandidatenlijst.
1. Firosh Abdoelaziz (Firosh Abdoelaziz)
2. Soekarman Soentik (Soekarman Harold Soentik)
3. Renuka Rambali (Renuka Ragini Rambali), gehuwd Manglie
4. Fariel Menso (Fariel Remi Sven Menso)
5. Farzana Pierkhan (Roohi Farzana Farizabanu Pierkhan)
6. Chandradebie Sieuw (Chandradebie Sieuw), gehuwd Veldkamp
7. Olieviejana Soentik (Olieviejana Hartienie Soentik), gehuwd Djokarto
8. Dennis Grot (Dennis Carlo Grot)
9. Shanaida Hoeseni (Shanaida Hoeseni), gehuwd Alli
10. Arno Cambridge (Arno Feraldo Cambridge)
11. Aida Zeefuik (Aida Eleonore Zeefuik)
12. Alana Njamin (Alana Priscilla Sandora Njamin)
13. Mike Rampersad (Mike Jerome Manoj Rampersad)
14. Lalita Inderdjiet (Lalita Kumari Anuradha Inderdjiet), gehuwd
15. Firaash Abdoella (Firaash Hamied Abdoella)
16. Farell Kruin (Farell Cecilia Beatrice Kruin)
17. Sandhya Ramdas (Sandhya Ramdas)
18. Rosana Chiragali (Rosana Savieragatoen Chiragali), gehuwd Abdoeljamil
19. Hrithik Mohan (Hrithik Shahil Mohan)
20. Mohamed Shirally (Mohamed Wazim Shirally)
21. Moulucia Moredjo (Moulucia Moesinem Moredjo)
22. Djaikumar Soekhoe (Djaikumar Soekhoe)
23. Grachella Pinas (Grachella Giovanna Pinas)
24. Ricardo Dasimin (Ricardo Maikel Dasimin)
25. Roshnie Jagessar (Roshnie Jagessar)
26. Sylfano Dikoen (Sylfano Ariev Ullrich Dikoen)
27. Soenita Sahdew (Soenita Sahdew)
28. Wishesh Nanhoe (Wishesh Maheshsing Nanhoe)
29. Ryvani Kariosetiko (Ryvani Misjanto Kariosetiko)
30. Stievens Sabajo (Stievens Wim Sabajo)
31. Xaviero Kartowinangoen (Xaviero Reanno Kliewon Kartowinangoen)
32. Kenzo Sanches (Kenzo Lorenzo Enrigo Sanches)
33. Jonathan Van La Parra (Jonathan Denzel Luciën Van La Parra)
34. Kalesery Woudman (Kalesery Dorthesia Woudman)
35. Marlene Kariodimedjo (Marlene Wagini Kariodimedjo)
36. Marino Watson (Marino Arsinio Watson)
37. Glenn Prika (Glenn Prika)
38. Harold Saimoen (Harold Paidie Saimoen)
39. Benito Trustfull (Benito Winston Trustfull)
40. Manouska Wongsopawiro (Manouska Ponikem Wongsopawiro), gehuwd Marjanom
41. Carmeline Doelasan (Carmeline Raminie Doelasan)
42. Marsijah Tanoesemito (Marsijah Arline Tanoesemito)
43. Kevin Mertodikromo (Kevin Wagiran Mertodikromo)
44. Regillio Imankarijo (Regillio Ismael Soewardono Imankarijo)
45. Soepartinie Martoko (Soepartinie Eflin Martoko), gehuwd Kerto
46. Cherrel Wirjosemito (Cherrel Ervina Wirjosemito)
47. Ramesh Autar (Ramesh Autar)
48. Wiswinder Orie (Wiswinder Orie)
49. Melvin Groenhart (Melvin Loyd Groenhart)

Kandidaten per partij: A20 · 
ABOP · 
APP · 
BEP · 
DA'91 · 
DNL · 
DUS · 
NDP · 
NPS · 
OPTSU · 
PL · 
PVC · 
VHP · 
VLS